# 강동육십사둔

중화인민공화국의 실제 영토와 중화민국(대만 정부)이 주장하는 영토를 비교한 지도.
지도 우측 상단 'Amur'란 글자 왼쪽에 튀어나온 곳이 강동육십사둔이다. 중화민국은 강동육십사둔을 자국 영토라고 주장하고 있다.

강동육십사둔(江東六十四屯, 영어: Sixty-Four Villages East of the River)은 아무르강(헤이룽 강, 黑龍江)의 좌안(左岸)으로, 중국의 헤이허(黑河) 시와 러시아의 블라고베시첸스크 시 사이에 있는 옛 중국인 거주 지역이다. 현재 이곳은 러시아의 아무르주에 속해 있다. 총 면적은 3,600km2이다.
1858년, 청나라와 러시아제국이 체결한 아이훈 조약으로 아무르 강 좌안(북쪽)은 러시아에 할양되었으나, 강동육십사둔은 만주인 촌락으로서 청나라가 계속 관할하였다.
1900년, 의화단 사건으로 청나라가 혼란해지자 러시아는 무력을 동원해 강동육십사둔을 점령하였다. 당시 거주하던 중국인들은 모두 중국으로 추방되었으며, 그 과정에서 약 3,000명의 중국인이 러시아군에 학살되었다.
1969년 3월 2일, 우수리 강의 전바오 섬에서 중화인민공화국과 소련 사이에 영토분쟁으로 결국 군사 충돌이 발생했으며 9월 11일까지 계속됐다.
1991년 5월 16일, 중화인민공화국은 소련과 체결한 국경 조약에서 이곳의 영유권을 포기하였다. 그러나, 중화민국은 자국의 영토라고 주장하고 있다.

## 같이 보기
- 아이훈 조약
- 중소 국경 분쟁
- 볼쇼이우수리스키섬
- 탕누 우량하이